# Joy of a Toy
Joy of a Toy is het eerste album van de Britse progressieve rockmuzikant Kevin Ayers. Het is zijn eerste solo-elpee na zijn vertrek uit Soft Machine.

## Tracklist
1. Joy Of A Toy Continued - 2:54
2. Town Feeling - 4:51
3. Clarietta Rag - 3:20
4. Girl On A Swing - 2:51
5. Song For Insane Times - 4:01
6. Stop This Train (Again Doing It) - 6:05
7. Eleanor's Cake (Which Ate Her) - 2:35
8. Lady Rachel - 5:18
9. Oleh Oleh Bandu Bandong -
10. All This Crazy Gift Of Time - 3:45

Op de heruitgebrachte CD (2003) staan een aantal extra tracks:
1. Religious Experience (Singing A Song In The Morning) - 4:33 (take 9, met Syd Barrett)
2. The Lady Rachel - 6:40 (volledige orkest-versie)
3. Soon, Soon, Soon - 3:35
4. Religious Experience (Singing A Song In The Morning) - 2:47 (take 103)
5. The Lady Rachel - 4:48 (bewerkte versie voor een niet uitgebrachte single)
6. Singing A Song In The Morning - 2:54 (singleversie)

## Bezetting
- Kevin Ayers: zang, gitaar

met:
- David Bedford: piano / elektrische piano / mellotron
- Robert Wyatt: drums

verdere gasten:
- Mike Ratledge orgel (1,5,6)
- Hugh Hopper bas (1,5)
- Rob Tait drums (6,9)
- Jeff Clyne bas (2)
- Paul Minns hobo (2)
- Paul Buckmaster cello (2)
- Cyrille Ayers achtergrondzang
- Sean Murphy achtergrondzang (9)
- Jean-Pierre Weiller achtergrondzang (1,9)
- Jean & Mary achtergrondzang (1,9)